# 相模・武蔵地震
相模・武蔵地震（さがみむさしじしん）は平安時代前期のユリウス暦878年10月28日（グレゴリオ暦11月1日）（元慶2年9月29日）に発生した地震。「元慶地震」、「元慶の関東地震」とも。宇津による推定マグニチュードは7.4で、現在の関東地方南部に大きな被害をもたらした。また、松田(1989)らは、M7.0 - 7.5 と推定している。

## 概要
当時の歴史書『日本三代実録』には、
という記述がある。この日平安京で有感地震があったこと、同時刻に関東諸国（近畿・中部・関東）で大地震があり、相模・武蔵で最も被害が大きく、その後5～6日間余震活動が活発であったこと、公私の建物が多数倒壊し、土地も陥没して街道の往来が出来なくなり、公民が多数圧死したことが窺える。
また、この地震から約3年後には、
という記述がある。この記事では、元慶3年9月29日の地震で相模国分寺の本尊など仏像3体が破損し、その後失火し焼失したことから、国分寺の修造を相模国が申請し、貞観十五年に漢河寺へ移転していた国分尼寺を元の位置への再移転申請するとともに、これを許可している。元慶3年9月29日に地震記録はないので、元慶3年ではなく元慶2年の誤記と推定され、878年相模・武蔵地震の被災記録とみられる。
地震考古学に基づく震源断層は、5世紀以降18世紀以前に最新活動が見られる伊勢原断層、或いは9世紀ごろに相模湾沿岸で急激な隆起が発生したと推定されることから相模トラフのプレート境界断層のどちらか若しくは両方と推定されている。

## その他
- 本地震の約9年前、869年7月9日（7月13日）（貞観11年5月26日）に日本海溝付近を震源域とする貞観地震が発生した。
- 本地震の約9年後、887年8月22日（8月26日）（仁和3年7月30日）には南海トラフ付近を震源域とする仁和地震が発生した。
- また、本地震から60年前にあたる818年（弘仁9年）7月には上野国、武蔵国など関東内陸を中心とした弘仁地震が発生し、液状化を伴う大きな被害が出た（『類聚国史』）。
- 伊勢原断層の活動は、過去少なくとも 5,000年以上の休止期間を経てからの活動であった[4]。

### 書き下し文
1. ↑  廿九日、辛酉、夜、地震す。この日、関東諸国の地、大いに震裂す。相模・武蔵は特にもっとも甚だしとす。その後、五六日も、震動いまだ止まず、公私の屋舎は一つとして全きものなし。或いは地の窪陥して、往還通せず、百姓の圧死すること勝げて記すべからず。[5]
2. ↑  三日戊寅、相模国言す。「国分寺金色薬師丈六像一体、狭侍菩薩像二体、元慶三年九月廿九日、地震に遭いて、皆悉く摧破し、その後失火焼損す。望み請ふらくは造り改め、以て御願を修せむ。又、太政官の去る貞観十五年七月廿八日符に依り、漢河寺を以て、国分尼寺と為す。而して同日地震、堂舎頽壊す。請いにより旧の本尼寺を以て国分尼寺となさん」と。詔して并びに之を許す。[5]